# Campeonato Sanmarinense 1990-91
El Campeonato sanmarinense 1990-91 fue la sexta edición del  Campeonato sanmarinense de fútbol.  Faetano  conquistó su segundo título al vencer por 1-0 al Tre Fiori en la final

## Equipos participantes
| Club             | Ciudad         |
| ---------------- | -------------- |
| Cosmos           | Serravalle     |
| Domagnano        | Domagnano      |
| Faetano          | Faetano        |
| Folgore/Falciano | Serravalle     |
| La Fiorita       | Montegiardino  |
| Libertas         | Borgo Maggiore |
| Montevito        | Fiorentino     |
| Murata           | San Marino     |
| Tre Fiori        | Fiorentino     |
| Virtus           | Acquaviva      |

## Tabla de posiciones
- Fuente: RSSSF

|  |     | Equipo           | PTS | PJ | PG | PE | PP | GF | GC | DG  |
|  | --- | ---------------- | --- | -- | -- | -- | -- | -- | -- | --- |
|  | 1.  | Tre Fiori        | 26  | 18 | 11 | 4  | 3  | 34 | 18 | 16  |
|  | 2.  | Montevito        | 23  | 18 | 9  | 5  | 4  | 32 | 22 | 10  |
|  | 3.  | Faetano          | 22  | 18 | 9  | 4  | 5  | 36 | 22 | 14  |
|  | 4.  | Folgore/Falciano | 22  | 18 | 8  | 6  | 4  | 23 | 17 | 6   |
|  | 5.  | Domagnano        | 21  | 18 | 8  | 5  | 5  | 35 | 19 | 16  |
|  | 6.  | Cosmos           | 20  | 18 | 7  | 6  | 5  | 30 | 26 | 4   |
|  | 7.  | Libertas         | 17  | 18 | 4  | 9  | 5  | 21 | 22 | -1  |
|  | 8.  | Murata           | 15  | 18 | 3  | 9  | 6  | 22 | 30 | -8  |
|  | 9.  | La Fiorita       | 7   | 18 | 2  | 3  | 13 | 16 | 46 | -30 |
|  | 10. | Virtus           | 7   | 18 | 1  | 5  | 12 | 22 | 49 | -27 |

|  | Clasificación a Play-Offs     |
|  | Descienden a Serie A2 1991-92 |

## Play-offs

#### Primera ronda
|}

#### Segunda ronda
| Equipo 1  | Resultado | Equipo 2         |
| --------- | --------- | ---------------- |
| Faetano   | 3–0       | Folgore/Falciano |
| Montevito | 2–4       | Juvenes          |

|}

#### Tercera ronda
| Equipo 1         | Resultado | Equipo 2  |
| ---------------- | --------- | --------- |
| Folgore/Falciano | 0–1       | Montevito |
| Faetano          | 2–1       | Juvenes   |

|}

#### Semifinal
| Equipo 1  | Resultado | Equipo 2  |
| --------- | --------- | --------- |
| Juvenes   | 2–1       | Montevito |
| Tre Fiori | 4–1       | Faetano   |

|}

#### Final
| Equipo 1 | Resultado | Equipo 2 |
| -------- | --------- | -------- |
| Faetano  | 3–1       | Juvenes  |

|}

| Equipo 1 | Resultado | Equipo 2  |
| -------- | --------- | --------- |
| Faetano  | 1–0       | Tre Fiori |

| Campeón           |
|                   |
| Faetano 2° título |